# Catherine Grèze
Catherine Grèze (née le 15 avril 1960 à Paris) est une personnalité politique française, membre du parti Europe Écologie Les Verts, eurodéputée de 2009 à 2014.

## Biographie
Toulousaine, elle est membre des Verts Midi-Pyrénées à partir de 1985. Au sein des Verts, elle est déléguée à l'international, à l'Outremer et à l'Europe, et participe à la Coordination des Verts mondiaux.
Aux élections européennes de juin 2009, elle se présente en deuxième position sur la liste d'Europe Écologie dans la circonscription Sud-Ouest, derrière José Bové. Sa liste obtient 15,82 % des suffrages, et elle est élue députée européenne. Au sein du Parlement, elle est membre de la Commission du développement et de la délégation pour les relations avec les pays du Mercosur.
Catherine Grèze s'est prononcée en faveur de plus d'intégration européenne en signant l'appel du Groupe Spinelli[réf. nécessaire].
En 2012, elle soutient publiquement le Chef Raoni dans sa lutte contre le barrage de Belo Monte.
En 2013, elle demande à la Commission européenne d'autoriser à nouveau la culture de six cépages hybrides interdits en Europe pour permettre une meilleure adaptation du secteur viticole au changement climatique.

## Mandats
- juin 2009 : députée européenne, élue dans la circonscription Sud-Ouest.